# Петко Наумов
Петко Йорданов Нау̀мов е български композитор, цигулар, диригент, музикален публицист, музикален педагог и общественик.

## Биография
Роден е на 29 юни 1879 г. в Берковица. През 1896 – 1899 г. учи цигулка в консерваторията в Прага, а през 1903 г. завършва Парижката консерватория.
През 1900 година се жени за полската художничка Леокадия Мария Островска, която живее с него в София до 1905 година. При пребиваването си в София Леокадия Мария Островска прави портрети на княз Фердинанд и дворцовото му обкръжение, както и на известни личности от българския обществен живот. Първата жена, която участва в публични изложби в България. През 1911 година след раздялата с Петко Наумов отваря собствено ателие във Варшава. Петко и Леокадия имат син Ян Островски-Наумов
След завръщането си в България е сред основателите на Частното музикално училище в София през 1904 г. В него преподава до 1912 г. От 1912 до 1921 е преподавател в Държавното музикално училище. През 1923 г. е директор на Софийската народна опера. Между 1925 и 1930 г. преподавател по цигулка и в Духовната семинария. През 1931 г. е директор на Държавната музикална академия. Основава струнен оркестър и струнен квартет. Няколко пъти е избиран за член на Управителния съвет на Българската оперна дружба. Подпредседател е на Българския музикален съюз и сред основателите на Българската народна филхармония.
Негови ученици са Саша Попов, Любен Владигеров, Тодор Въжаров, Елисавета Златарева.

## Творчество
Петко Наумов е автор на симфонии, увертюри, пиеси за оркестър, клавирни творби, песни за глас и пиано. През 1933 г. композира операта „Страхил войвода“.

## Публицистична дейност
Пише статии по въпроси, свързани с изграждането на музикалните институции, портрети на известни български музиканти. Сътрудничи на вестниците „Ден“, „Вечерна поща“, „Час“, „Балканско ехо“, „Балканска трибуна“, „Напредък“, както и на списанията „Музикален вестник“, „Съвременно изкуство“, „Сила“, „Съвременна илюстрация“, „Листопад“.

## Памет
На Петко Наумов е наречена улица в квартал „Киноцентъра III“ в София (Карта).